# Hinrich Braasch
Hinrich Braasch (* 21. Juli 1878 in Kutenholz; † 16. Februar 1968 in Bissendorf, Wedemark; auch: Hinnerk) war niederdeutscher Schriftsteller. Er verfasste Texte, Gedichte und Radiobeiträge und setzte sich für die Erhaltung von plattdeutscher Art und Wesen ein.

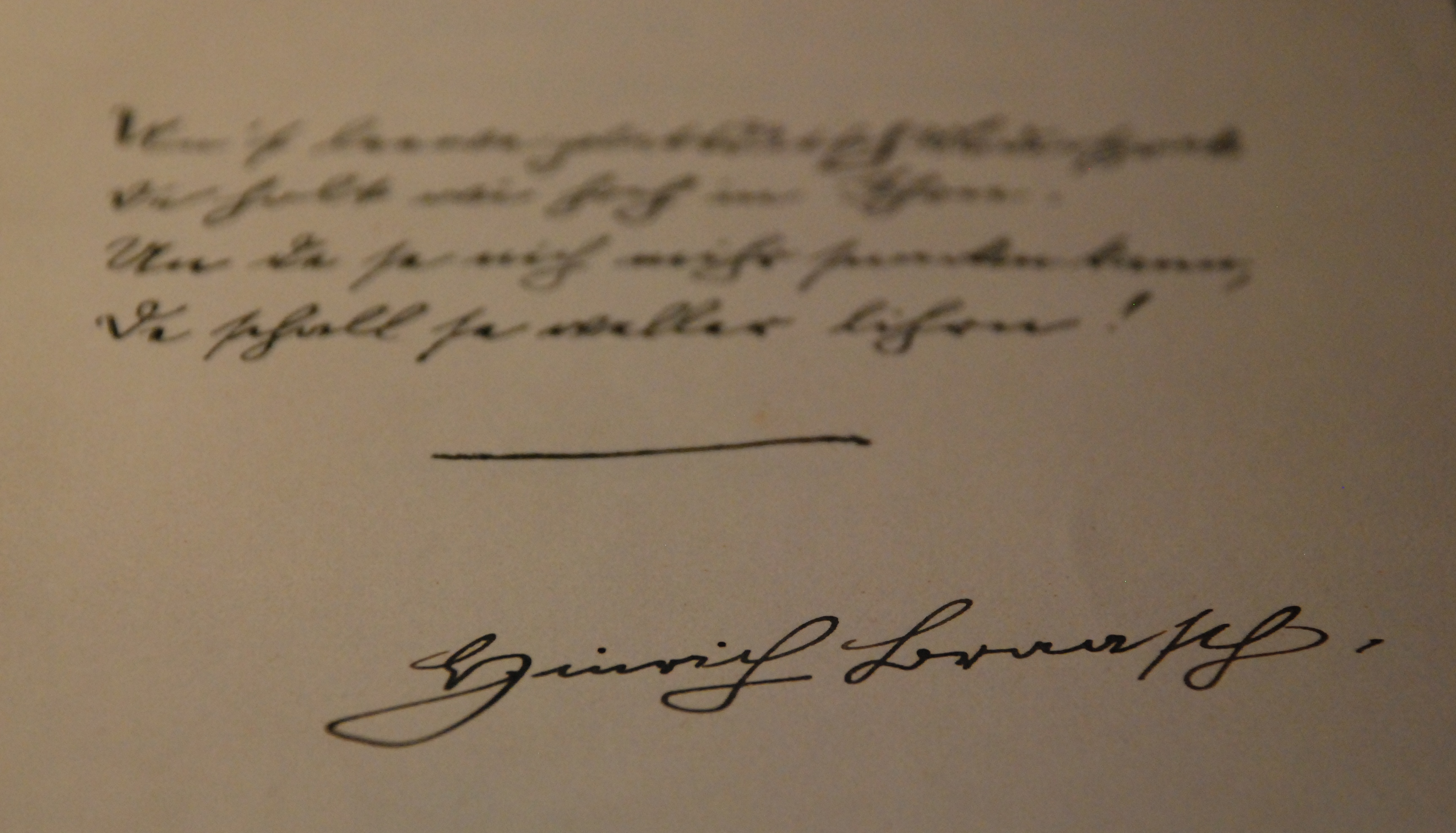
Buchwidmung mit Unterschrift von Braasch auf Plattdeutsch und in Sütterlinschrift

## Leben

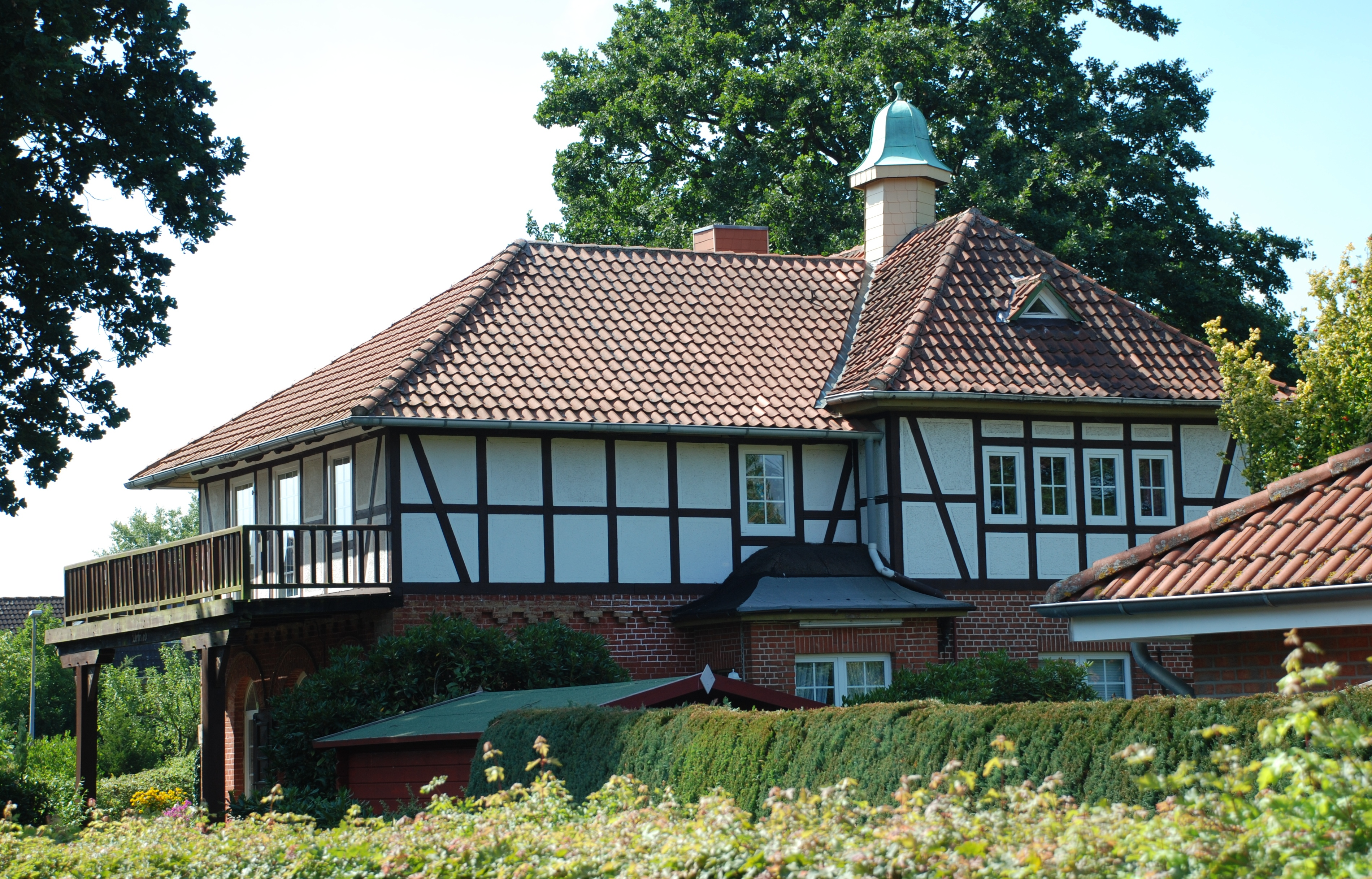
Ehemaliges Wohnhaus „Urfried“ von Braasch in Bissendorf

Braasch zog Ostern 1904 aus dem Stader Land als junger Lehrer nach Bissendorf und heiratete am 21. Juli 1904 seine Frau Sophie. Aus der Ehe gingen zwei Töchter hervor. Er erwarb und bezog um 1930 das ehemalige Lusthaus im großen Amtsgarten in Bissendorf (heute Im Wöhren 5), das er als Haus Urfried bezeichnete.
Braasch verfasste Texte, Gedichte und Beiträge für den Schulfunk und mundartliche Radiosendungen, die über die Sender NORAG, den Reichssender Hamburg und den NWDR ausgestrahlt wurden.
Er wurde Ehrenmitglied des Heimatbundes Niedersachsen.
Für seine Verdienste um die plattdeutsche Sprache erhielt er am 12. August 1954 das Bundesverdienstkreuz 1. Klasse. Überreicht wurde es ihm anlässlich seines 76. Geburtstages am 2. September 1954 von Niedersachsens Ministerpräsidenten Hinrich Kopf und dem Landtagspräsidenten Karl Olfers.
1967 schuf die in Bissendorf tätige Bildhauerin Gertrud Grewe eine Büste von Braasch.
An Leben und Werk von Hinrich Braasch wird im Richard-Brandt-Heimatmuseum in Bissendorf erinnert.

## Werke
- Hinnerk ut de Heid: Book för besinnliche Minschen; Pfau, Berlin 1942 (1. Auflage), August Lax Verlagsbuchhandlung, Hildesheim 1954 (2. Auflage)
- Dat plattdütsche Billerbook, mit Bildern von Hans Rott. In: Zwischen Moor und Meer. Buchreihe des Heimatbundes Niedersachsen, Nr. 1.; Hahn, Hannover 1948
- De ole Hamonika: Gedichte; August Lax Verlagsbuchhandlung, Hildesheim 1953
- Jan van'n Dörpen; Freudenthal-Gesellschaft, Rotenburg/Wümme 1967[7]